# Маріко (річка)
Маріко або Мадікве — річка в Південній Африці. На території її басейну є ряд дамб. Місто Грут Маріко названо на честь річки Маріко. Після приєднання до правого берегу річка Крокодил, відома як річка Лімпопо.

## Курс

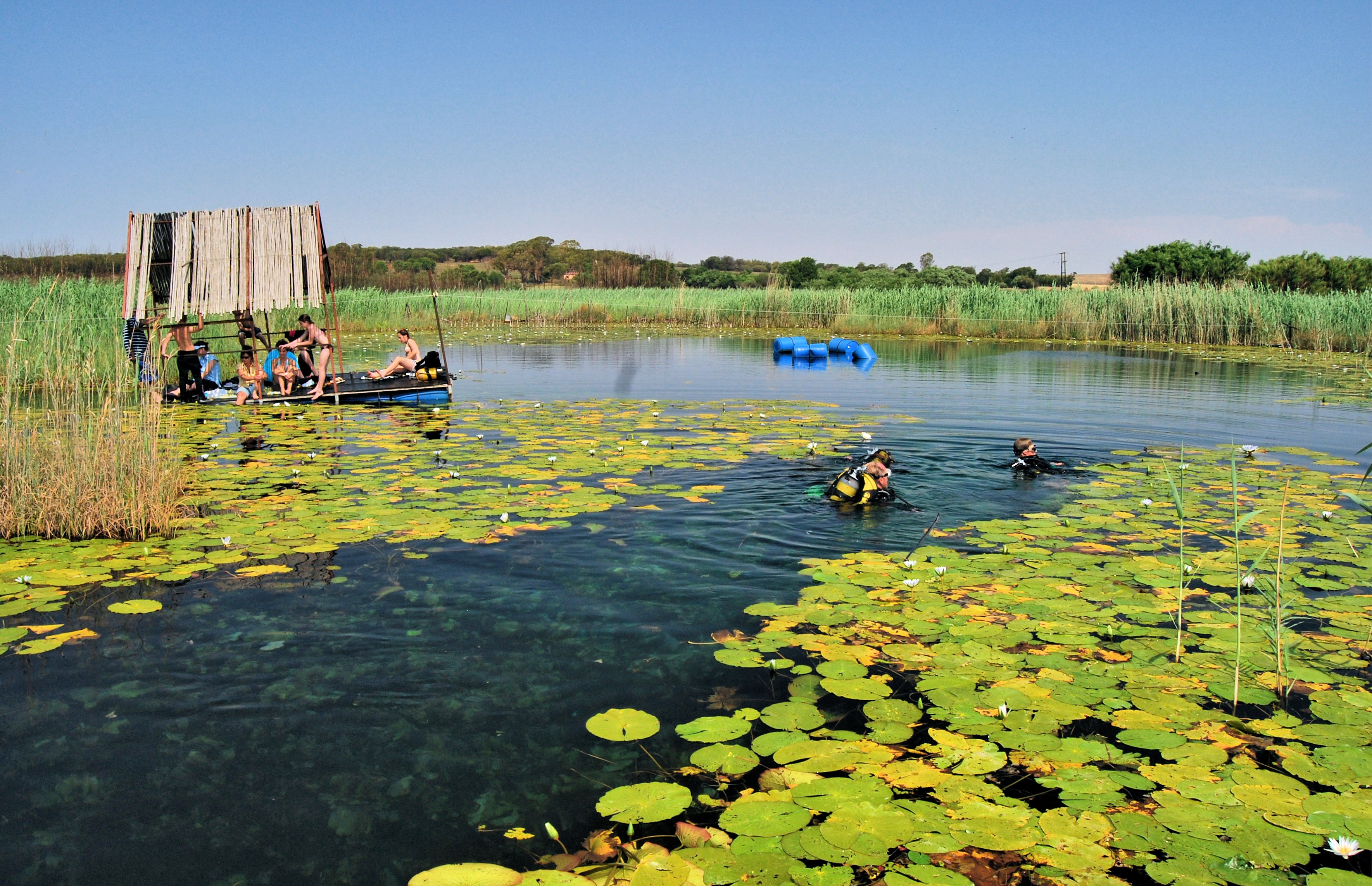
Око Маріко, джерело річки Маріко

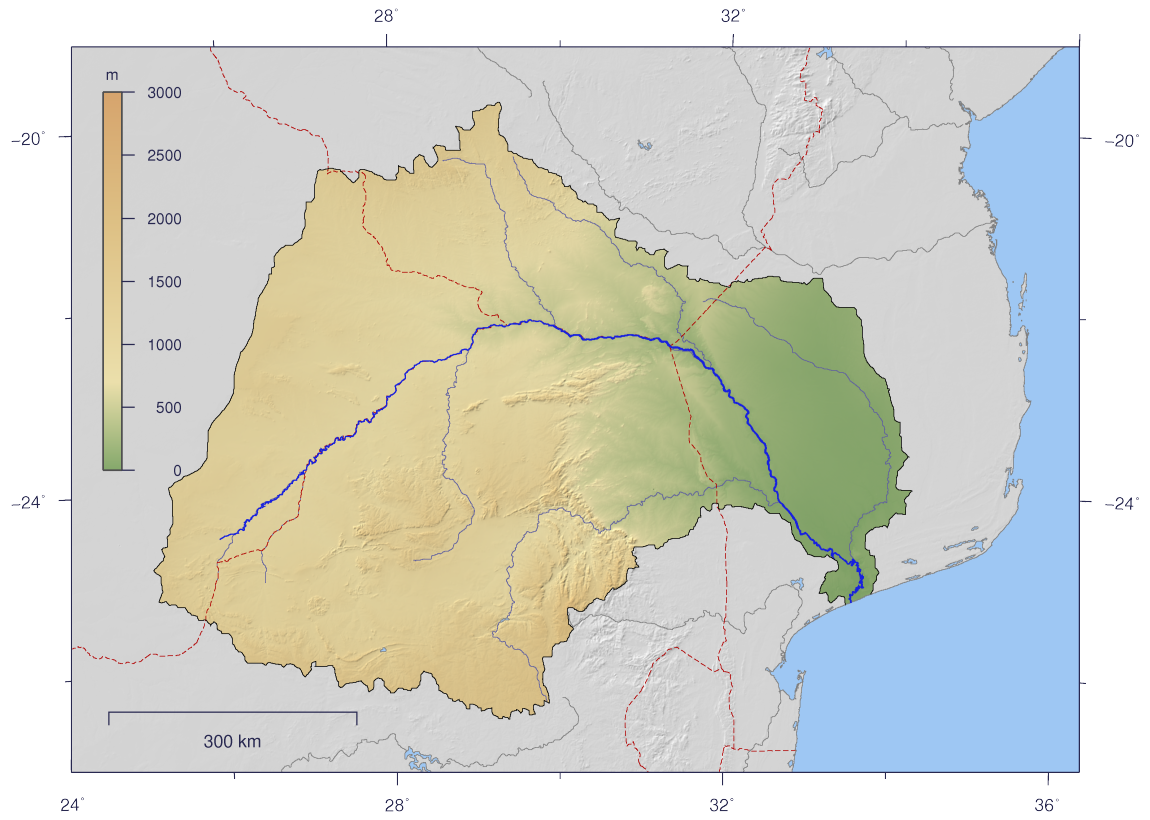
Русло та вододіл річки Лімпопо

Річка починається як річка Грут-Маріко в Маріко-Оуг («Око Маріко» мовою африкаанс), поблизу Рустенбурга та Свартруггенса в північно-західній провінції Південної Африки. Джерелом річки є велика доломітова діра в землі з чистою водою, яка також є вражаючим місцем для підводного плавання. Тече на північ, коли Великий Маріко (Groot Marico), а далі вниз за течією зливається менша річка Кляйн Маріко. Для деякого часу вона називається Madikwene River, але після того, як річка Сехобяне приєднується до її лівого берега, вона повертається до назви Marico.
Продовжує течію на північ, вигинаючись на північний схід і утворюючи кордон між Південною Африкою та Ботсваною. Далі вниз за течією річка Крокодил зливається з річкою Маріко справа, і назва потоку після впадіння стає річкою Лімпопо. Близько 5 км від місця впадіння річки Нотване впадає в Лімпопо з південного заходу.